# Zdeněk Burian
Zdeněk Burian František Burian (Kopřivnice, Moràvia, 11 de febrer de 1905 - Praga, 1 de juliol de 1981) va ser un pintor i il·lustrador txec reconegut principalment pels seus treballs de reconstrucció gràfica paleontològica, que va realitzar des de la dècada del 1930 fins a la dècada del 1970.
Va elaborar entre 15.000 i 20.000 pintures i dibuixos, i va il·lustrar més de 500 llibres i 600 cobertes de llibres.
En cooperació amb el paleontòleg Josef Augusta va pintar moltes reconstruccions d'animals, plantes i fins i tot paisatges prehistòrics. La majoria dels seus quadres van ser a l'oli, principalment a color però també en blanc i negre. Posa especial atenció als detalls i a un inconfusible realisme, alhora que manté una forta presència i sentit de l'ambient de les eres que representa.
A causa dels errors anatòmics dels paleontòlegs de la seva època, per exemple, representa a l'iguanodont alçat, com a bípede, avui se sap que avançava com quadrúpede, encara que segurament podia alçar-se momentàniament, però no era la seva postura habitual.
Als Estats Units és considerat el segon en influència en aquest subgènere, després de Charles R. Knight, però als països de parla hispana és lil·lustrador més conegut d'aquest tipus de treballs editorials. Va ser un gran pintor, amb una admirable capacitat per representar de forma realista, no solament plantes i animals desapareguts, sinó també el món que els envoltava. Algunes de les seves il·lustracions són veritables obres d'art.
Entre altres objectes dels seus quadres, destaquen principalment dinosaures, però també va incloure peixos, amfibis, altres rèptils, rèptils mamífers, aus i mamífers, inclosos homes prehistòrics, i fins a insectes, plantes i paisatges.